# Chaima
Els chaima eren un poble indígena veneçolà la ubicació del qual estava al voltant del que és avui Cariaco, Municipi Ribero del Estat Sucre. Vivien al nord-est del que és Veneçuela.

## Població
A la fi del segle xviii vivien els chaimas no sols en missions, sinó en les sabanas, al voltant dels principals pobles i en la costa. Gairebé tots els 15 mil indígenes de les missions dels missioners caputxís aragonesos en el nord-est de Veneçuela eren chaimas. Originalment, els chaimas vivien en zones bastant càlides, però molts van haver de seguir als monjos en les missions de la zona de Caripe.

## Característiques físiques i costums
Alexander von Humboldt va calcular l'alçada mitjana del chaima en 1 metre 57 centímetres, més baix que els caribs veïns o de pobles indígenes d'Amèrica del Nord. Humboldt els va descriure de la següent manera:
| «                        | El seu cos és rabassut, grassonet. Les espatlles són molt amples, el pit pla, tots els membres arrodonits i amb carn | » |
| — Alexander von Humboldt | |   |

Alexander von Humboldt va descriure els seus costums en la seva obra Reise in die Äquinoktial-Gegenden.
En la Colònia els chaimas evitaven caminar vestits. Anaven, quan caminaven en zones públiques als seus pobles, amb un camisón de cotó que a penes els arribava als genolls. A les cases procuraven caminar nus. Es ficaven al llit a les set de la nit i s'aixecaven a les 4 i mitja.

## Idioma
El chaima era un idioma carib emparentat amb el tamanaco i el cumanagoto (també extints), amb l'actualment encara parlat pemon i en menor grau amb el també encara parlat yukpa. El chaima encara es parlava correntment al començament del segle xix. Era un dels tres idiomes indígenes més parlats a la província de Cumaná i Barcelona a la fi del segle xviii. Actualment hi ha alguns intents de revitalitzar l'idioma.
A continuació algunes paraules en chaima, en tamanaco i català:

### Verb
La formació verbal segueix les regles generals dels idiomes carib. L'arrel del verb ser és az. Els pronoms personals es col·loquen com prefixs. uaz (o guaz) és sóc. Ets es diu maz. Muerepuec araquapemaz? és per què estàs trist?.

### Sintaxi
L'objecte precedeix al predicat i aquest sovint precedeix al subjecte.

### Influència en l'espanyol veneçolà
Humboldt atribueix al llenguatge chaima les paraules «totuma» i «chinchorro» (sinònim per a hamaca).